# Епіорнісові

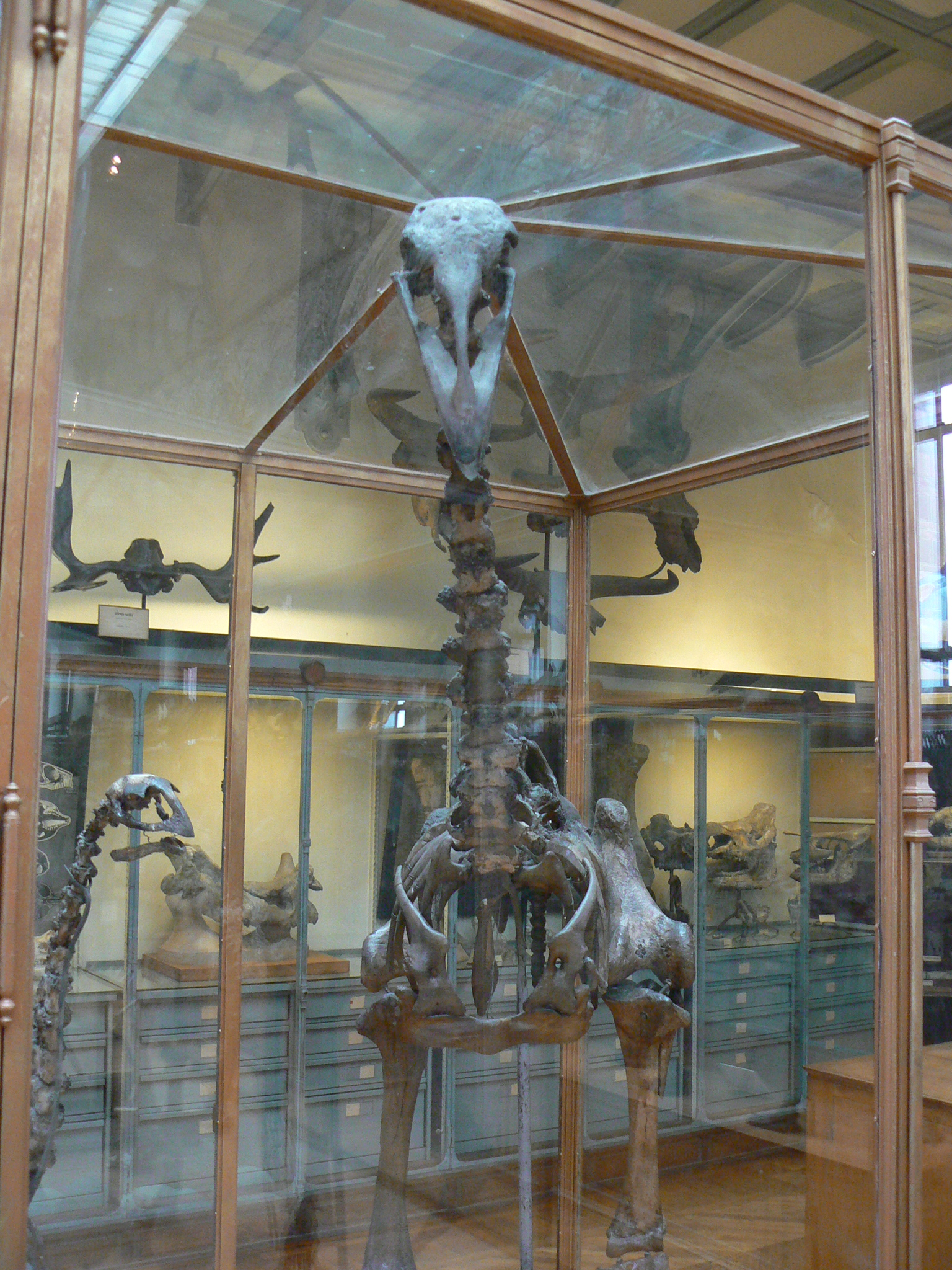
Вигляд скелету епіорніса

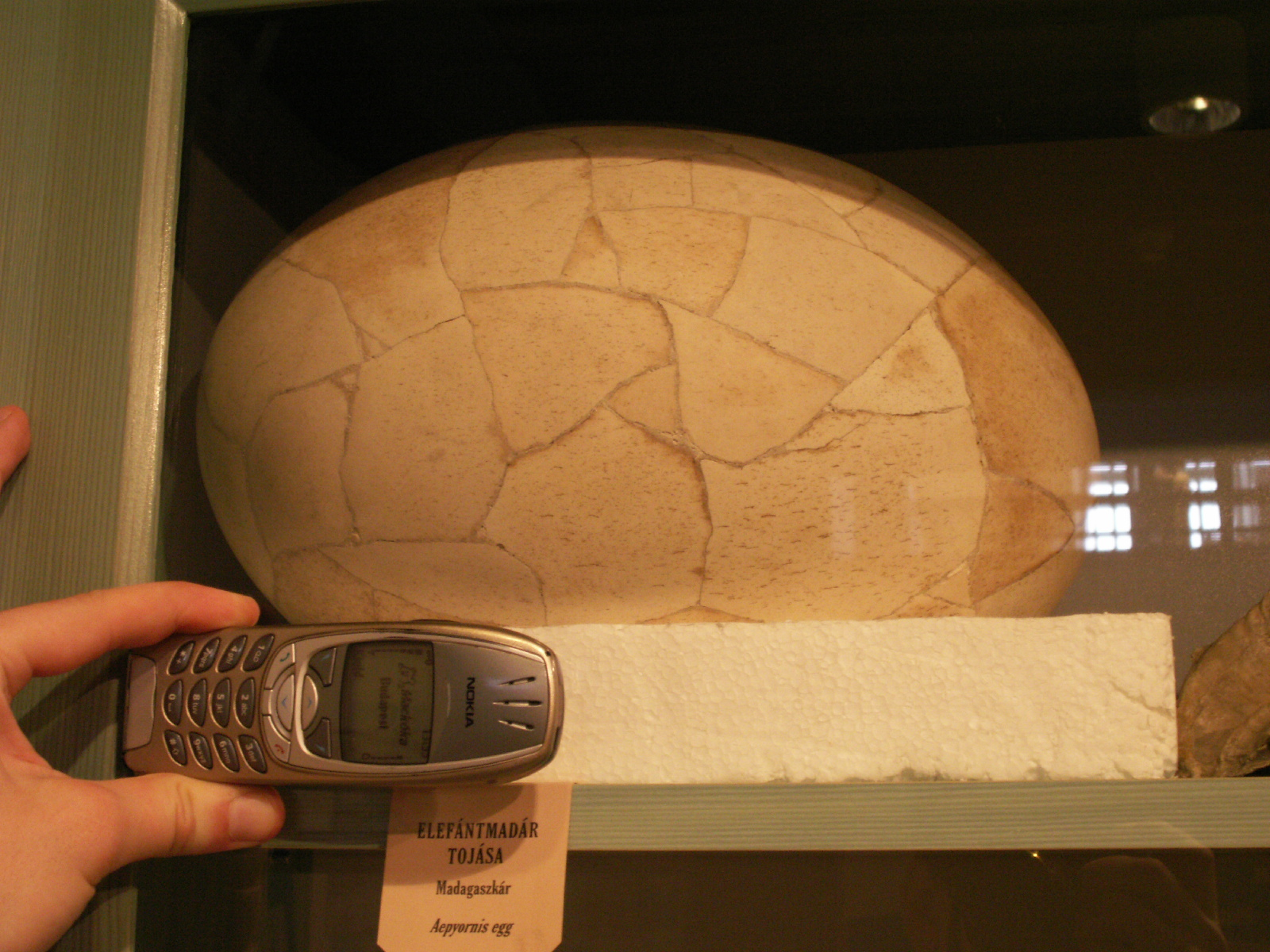
Яйце епіорніса (Природознавчий музей, Угорщина

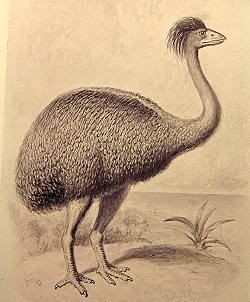
Реставрація Aepyornis maximus

Епіорнісові (Aepyornithidae) — вимерла родина нелітаючих птахів. Родина складалася з родів епіорніс (Aepyornis), Vorombe та муллерорніс (Mullerornis). Епіорнісові близькі до страусів і моа.

## Загальна характеристика
За різними оцінками включає два − чотири роди з 7 −9 видами. Взаємовідносини ряду Епіорнісоподібні з іншими рядами птахів чітко не зрозумілі.
Великі страусоподібні або птахи з еоценових-олігоценових відкладів Північної Африки та плейстоценово-голоценових відкладів Мадагаскара. Найбільший за розміром є слоновий птах (Aepyornis maximus Geoffr.). Ет'єн де Флакурт, французький губернатор Мадагаскару в 1640 — 1650, залишив записи спостереження слонового птаха. Епіорніс (Aepyornis) був найбільшим у світі птахом, заввишки більше 3 метрів і вагою близько 400 кг (880 фунтів). Знайдені рештки дорослого епіорніса і його яйця, які були дуже великі: (34 х 22 см) об'ємом 9 − 12 л та мали довжину окружності більше 1 метра.
Для епіорнісів характерні важкі довгі трипалі задні кінцівки з широкою пласкою цівкою, широкий таз, широка грудина без слідів кілю, широко розставлені коракоїди, дуже сильно редукований скелет крила тощо. Сильніше, ніж у інших страусоподібних птахів, виражена пневматичність стегна та, ймовірно, хребців. Ймовірно, подібно до казуарів, жили у вологих тропічних лісах.

## Біогеографія

Розмір Aepyornis maximus (фіолетовий) в порівнянні з людиною, страусом, і деякими тетраподами динозавра

Подібно до казуара, страусів, нанду, ему та ківі, Mullerornis і Aepyornis були безкілевими, вони не могли літати. Через те що Мадагаскар та Африка відокремилися дуже давно, можна зазначити що Aepyornis втратили здатність польоту і зазнали гігантизму вже на острові. Сухопутний міст з іншими теренами Гондвани Мадагаскар втратив ймовірно близько 85 мільйонів років тому. На початок 2010 ще не було розшифровано мтДНК Aepyornis. 

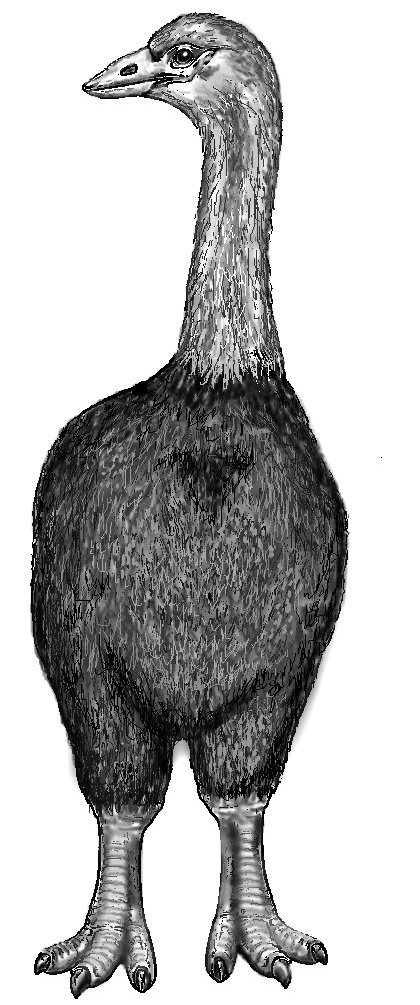
Aepyornis maximus

Знайдені останки яєць «aepyornithid» на сході Канарських островів є біогеографічною загадкою. Ці острови, ймовірно, не були пов'язані з материковою Африкою, за часи існування слонових птахів. За часів регресії моря, можливо, існував сухопутний міст, принаймні протягом деякого часу, то, ймовірно, було між архіпелагом Фуертевентура/Лансароте і Африканським узбережжям. Це дозволило б нелітаючим птахам дістатися на сьогоденні острови. Тим не менше, немає ніяких ознак того, що епіорнісові розвивалися поза Мадагаскаром, і сьогодні, шкаралупу з Канарських островів відносять до вимерлих північноафриканських птахів, які були не безкілевими (Eremopezus/Psammornis), або навіть не Pelagornithidae.

## Біологічна класифікація
Рід Aepyornis (Geoffroy Saint-Hilaire 1850)
- Aepyornis gracilis (Monnier, 1913)
- Aepyornis hildebrandti (Burckhardt, 1893)
- Aepyornis mulleri (Milne-Edwards & Grandidier, 1894)
- Aepyornis maximus (Hilaire, 1851)
- Aepyornis modestus (Milne-Edwards & Grandidier, 1869)
- Aepyornis medius (Milne-Edwards & Grandidier, 1866)
- Aepyornis grandidieri (Rowley, 1867)
- Aepyornis cursor (Milne-Edwards & Grandidier, 1894)
- Aepyornis lentus (Milne-Edwards & Grandidier, 1894)

Рід Mullerornis (Lamberton 1934)
- Mullerornis betsilei (Milne-Edwards & Grandidier, 1894)
- Mullerornis agilis (Milne-Edwards & Grandidier, 1894)
- Mullerornis rudis (Milne-Edwards & Grandidier, 1894)

Рід Vorombe (Hansford & Turvey, 2018)
- Vorombe titan Andrews 1894

## Вимирання
Судячи з залишків кісток та яєць, які носять сліди обробки людиною, епіорніси слугували об'єктом полювання корінного населення Мадагаскару.
Вимерли у історичний час: на думку деяких дослідників, у XVIII, а можливо навіть у XIX ст. Вимиранню, ймовірно, сприяло не тільки пряме переслідування з боку людини, але і дуже інтенсивне винищення тропічних лісів.
Існує чотири теорії причин вимирання:
1. Через полювання людини та споживання в їжу їхніх яєць.
2. Через захворювання які вони перейняли від завезених людиною курей та цесарок
3. Через зміни клімату
4. Або, що найімовірніше, всі три причини в комплексі.